# Yalakatissa
Yalakatissa fou el segon rei de Ruhunu, al sud de l'illa de Sri Lanka. Va regnar a l'entorn del 200 aC.
Va succeir el seu pare Mahanaga i hauria estès el seu govern cap a la regió de Bintenne al nord-est de Ruhunu i cap a Saffragam al nord-oest. Va traslladar la seva capital a Kelaniya.
A la seva mort el va succeir el su fill Gotabhaya.